# امامزاده سلطان شهباز
امامزاده سلطان شهباز، روستایی از توابع بخش مرکزی شهرستان استهبان در استان فارس ایران است.

## جمعیت
این روستا در ۲ کیلومتری روستای باغشاد از توابع شهر ایج و شهرستان استهبان قرار دارد و براساس سرشماری مرکز آمار ایران در سال ۱۳۸۵، جمعیت آن زیر سه خانوار بوده‌است.
این روستا به خاطر وجود مزار سلطان شهباز به روستای سلطان شهباز معروف شده‌است.
روستای سلطان شهباز دارای جاذبه توریستی و گردشگری بسیار زیادی بوده که همه ساله گردشگران مختلفی را از نقاط متعدد کشور به خود جذب می‌نماید.
وجود مناطق طبیعی بکر، وجود رودخانه دایمی، وجود تنوع زیستی و جاذبه‌های مذهبی باعث توجه گردشگران بسیاری به این منطقه شده‌است.